# Enrique Chimento
Enrique Chimento (fl. XX secolo) è stato un calciatore argentino, di ruolo difensore.
Con la Nazionale argentina prese parte ai Mondiali del 1934, dove però non scese mai in campo.